# Pax Austriaca
Izraz pax austriaca, včasih pax habsburgica, slovensko avstrijski mir ali habsburški mir, opisuje osnovno cesarsko usmeritev Habsburžanov.

## Zgodovina

### Felix Austria
Povezan z vladarskim rekom pax austriaca je nastal kot logična posledica tudi rek felix Austria. 
Rek felix Austria nekateri pripisujejo Matiji Korvinu, ki je nekaj let vladal tudi kot avstrijski vojvoda. Čeprav je on uporabljal ta izrek, pa v tem ni bil prvi. Poleg tu navedenega distiha pa obstaja tudi veliko različic oziroma podobnih rekel. Večinoma so jih uporabljali resni pisatelji, nekatera pa so služila tudi za šalo. 
Ta izrek se ponovno pojavi v latinskem distihu, ki označuje zlasti uspešno poročno politiko večstoletne avstrijske vladarske hiše, Habsburžanov:
| Felix Austria (latinski izvirnik)                                                     | Glückliches Österreich (nemški prevod)                                                                                      | Srečna Avstrija (slovenski prevod)                                                                      |
| ------------------------------------------------------------------------------------- | --- | --- |
| »Bélla geránt aliī, tu félix Áustria nūbe. Nám quae Márs aliīs, dát tibi díva Venūs.« | »Kriege lass andere führen, du, glückliches Österreich, heirat’! Denn was den anderen Mars, Venus, die Göttin, gibt’s dir.« | »Naj se vojskujejo drugi, srečna se, Avstrija, poroča. Kar namreč drugim da Mars, Venera tebi nakloni.« |

### Pax austriaca
Pax austriaca je pogoj za felix Austria; če vlada v deželi in po svetu mir, je mogočen vsakovrsten napredek: v gospodarstvu, znanosti, umetnosti, filozofiji in verskem življenju. 
Glede pax austriaca zgodovina ugotavlja, da se ta usmerjenost kot rdeča nit vleče skozi zgodovino Podonavske monarhije. 
1. Nadvojvoda Friderik III. velja za začetnika te usmeritve, saj je bil prvi Habsburžan, ki je bil izvoljen za svetorimskega cesarja in je skoval geslo A.E.I.O.U. (Ves svet je podvržen Avstriji). [7]
2. Njegov naslednik cesar Maksimilijan I. je razširil habsburška ozemlja in sicer s porokami, ne z vojno. S tem ravnanjem je uveljavil geslo »Bella gerunt alii, tu felix Austria nube« (»Naj se drugi vojskujejo; ti, srečna Avstrija, pa se poročaj«).[7]
3. Cesar Karel V. je predvsem poskušal dejansko uveljaviti trajni mir v Evropi.[7] Nadaljnji poskusi vzpostavitve »Pax Habsburgica« v Evropi se je nadaljevala do tridesetletne vojne. Nastanek protestantizma je prinesel oviro za skladno in mirno sožitje med Katoliško cerkvijo in katoliško državo, saj je velik del njenih podanikov - zlasti visoko plemstvo, sprejel "novo vero", ki je bila zlasti v tistih prvih časih dokaj bojevita.[3]

Verske vojne med protestanti in katoličani so onemogočile uresničevanje strategije pax austriaca. Vestfalski mir je končal univerzalne težnje Habsburške monarhije in možnost pax austriaca, čeprav se je izraz uporabljal tudi za opis poznejših politik Avstrijskega cesarstva in Avstro-Ogrske.